# Thiacidas subalba
Trisula subalba là một loài bướm đêm trong họ Noctuidae.